# Anton Beran
Anton „Toni“ Beran (* 23. September 1925 in Wien; † 2. Juni 2015 ebenda) war ein österreichischer Fußballspieler und -trainer. Er war als Spieler acht Spielzeiten in der Staatsliga A (heutige Bundesliga) für SK Slovan, First Vienna FC und SK Sturm Graz als Verteidiger im Einsatz.

## Anton Beran als Spieler
Bereits in jungen Jahren und vor Ausbruch des Zweiten Weltkrieges entdeckte Anton Beran seine Leidenschaft für den Fußball und begann seine Karriere beim SC Red Star Penzing im Jahr 1935.
In der Saison 1949/1950 spielte „Toni“ Beran zum ersten Mal in der höchsten Österreichischen Liga, der Staatsliga A für den SK Slovan. 1950 wechselte er zum First Vienna FC und spielte dort bis Ende der Saison 1951/1952 unter anderem an der Seite von Karl Decker. Mit knapp 27 Jahren wechselte Anton Beran im Sommer 1952 mit dem neuen Spielertrainer und Star Karl Decker von den blaugelben Wienern (First Vienna FC) zum SK Sturm Graz. Von Saison 1952/1953 bis 1957/1958 leistete er dem SK Sturm Graz in insgesamt 127 Punktespielen beste Dienste. Sein Debüt feierte er in der Gruabn im August 1952 beim 2:1-Heimsieg gegen Simmering in der Mannschaft mit Kristen, Beran, Gigerl, Pichler, Wolf, Schuh, Stumpf, Rauch, Kaltenegger, Niederkirchner und Durek. Die Spieler Beran, Gigerl, Lobenhofer und Glössmann stellten damals die Riege der „Backs“, nach der Umstellung auf das WM-System war Beran als Läufer und – wenn Stopper Ludwig Horvath verletzt war – auch als Abwehrchef im Einsatz. Mit 32 Jahren wechselte Anton Beran im Jänner 1958 in seine Heimatstadt Wien zum WFC Semperit und beendete dort seine Karriere als „Aktiver“ ehe er seine Trainerlaufbahn 1963 beim SK Slovan-Hütteldorfer AC (damals SK Slovan-Olympia) begann.

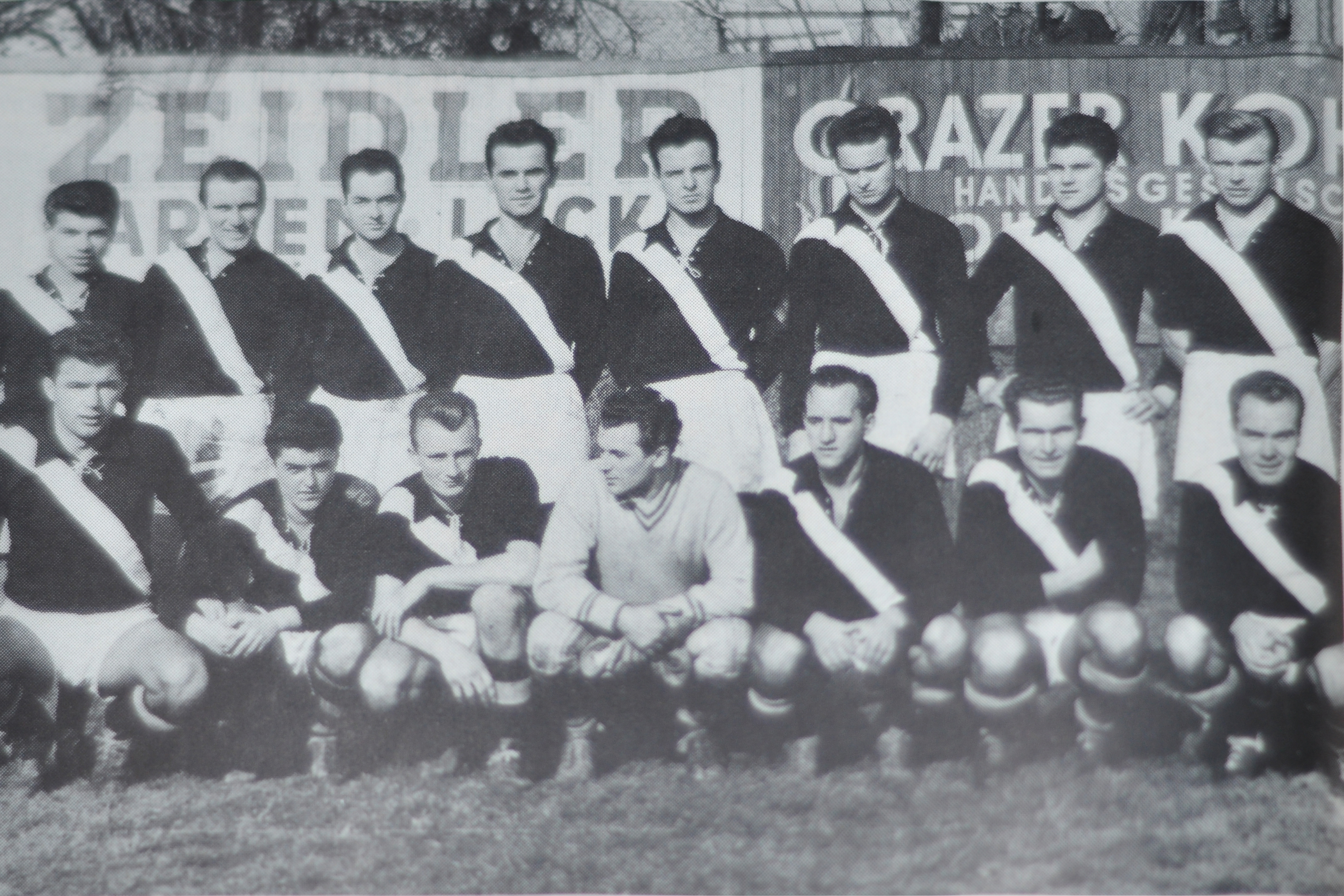
Mannschaftsfoto – SK Sturm Graz, 1955